# William Gallant
Pour les articles homonymes, voir Gallant.
William J. Gallant, né le 31 mars 1913 et mort 30 janvier 1964, est un marchand et un homme politique canadien.

## Biographie
William J. Gallant est né le 31 mars 1913 à Rogersville, au Nouveau-Brunswick. Son père est Joseph S. Gallant et sa mère est Louise Bourque. Il étudie au Collège Sacré-Cœur de Bathurst. Il épouse Lucie Melanson le 11 octobre 1936.
Il est député de Northumberland à l'Assemblée législative du Nouveau-Brunswick de 1952 à 1960 en tant que libéral.
Il est président de la Société de la Croix-Rouge locale, membre du conseil d'administration de l'hôtel-Dieu de Chatham, membre de la Chambre de commerce, vice-président de l'Union des municipalités du Nouveau-Brunswick, membre de la Légion royale canadienne et membre du Miramichi Golf and Country Club.